# Đài quan sát Thiên văn Quốc gia Nhật Bản
Đài quan sát Thiên văn Quốc gia Nhật Bản (国立天文台 kokuritsu tenmondai) (tiếng Anh: National Astronomical Observatory of Japan hay NAOJ) là một tổ chức nghiên cứu thiên văn bao gồm một số cơ sở tại Nhật Bản, cũng như một đài quan sát ở Hawaii và Chile. Nó được thành lập vào năm 1988 như là sự hợp nhất của ba tổ chức nghiên cứu hiện tại - Đài quan sát Thiên văn Tokyo của Đại học Tokyo, Đài quan sát Vĩ độ Quốc tế Mizusawa và một phần của Viện Nghiên cứu Khí quyển của Đại học Nagoya.

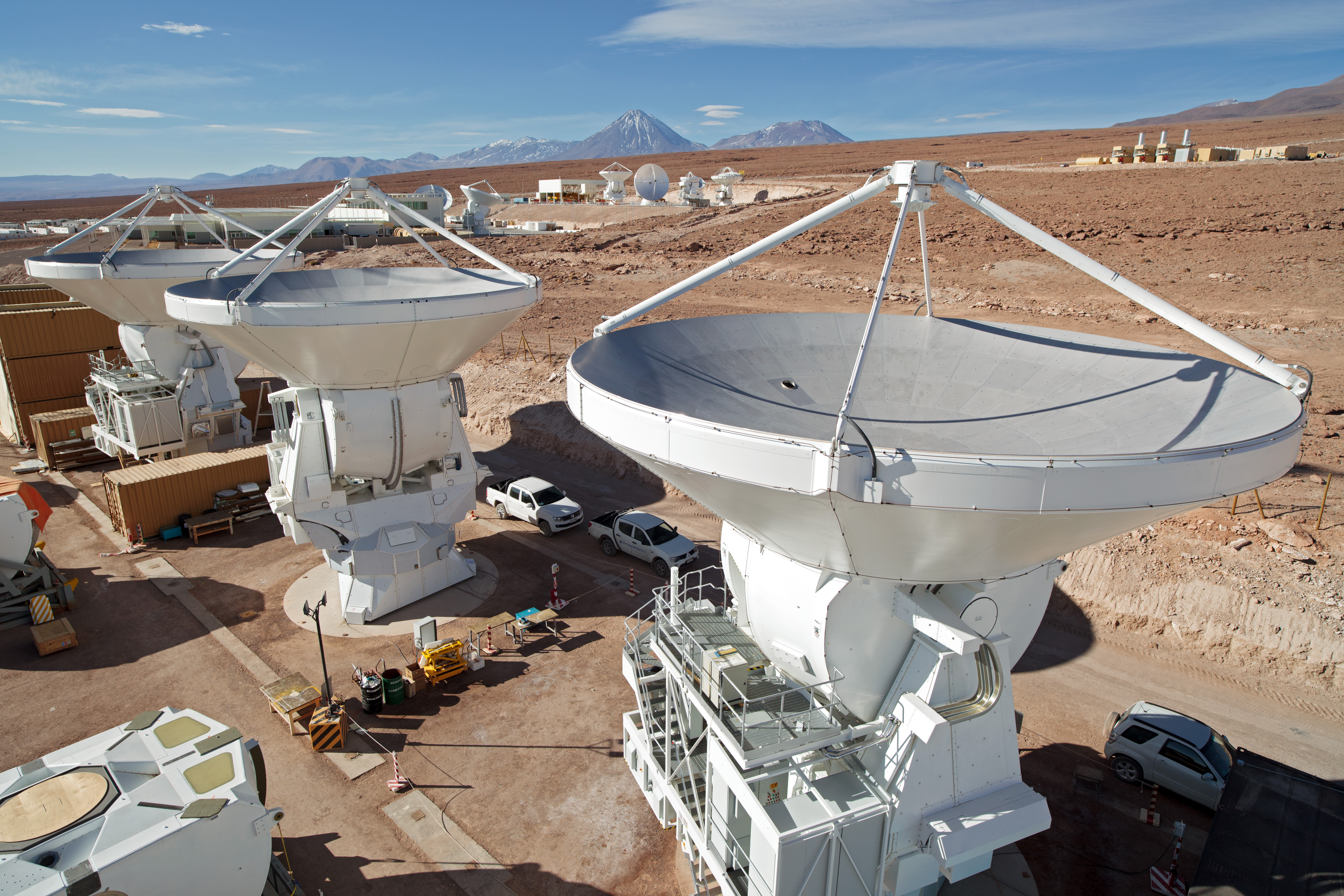
NAOJ có liên quan đến việc xây dựng ALMA.

Trong cuộc cải cách năm 2004 của các tổ chức nghiên cứu quốc gia, NAOJ đã trở thành một bộ phận của Viện Khoa học Tự nhiên Quốc gia Nhật Bản.

## Cơ sở vật chất

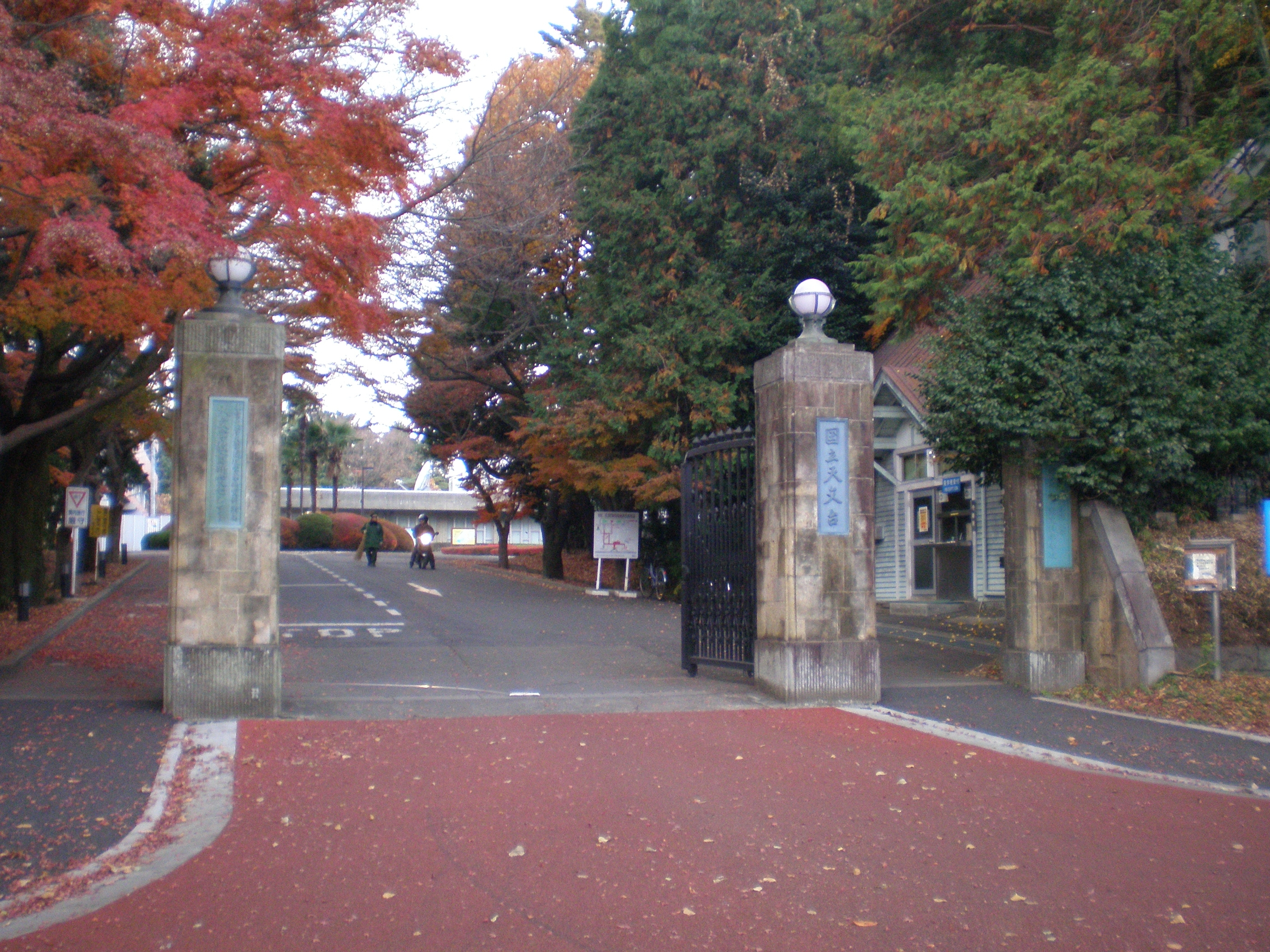
Lối vào khuôn viên Mitaka

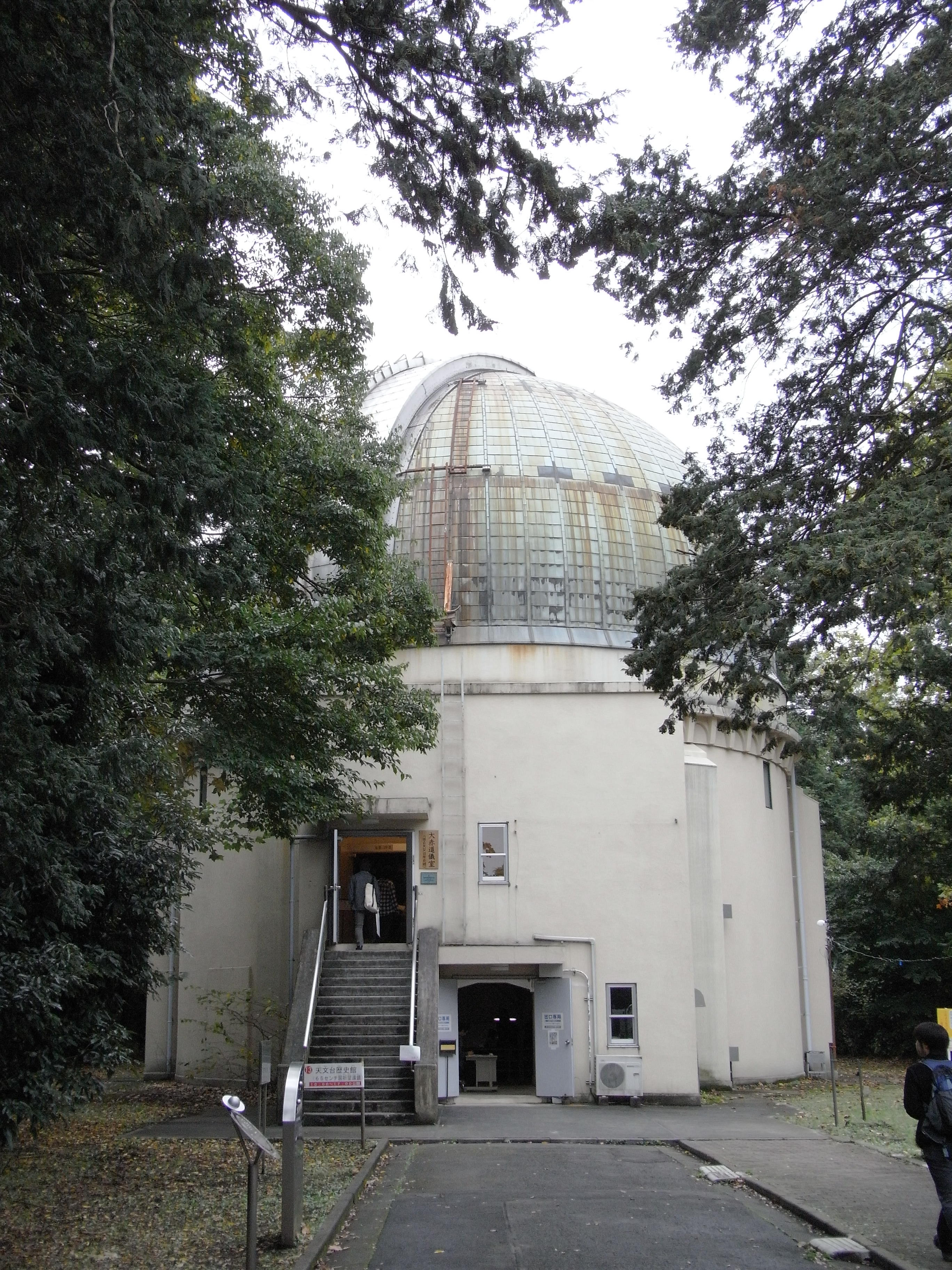
Vòm khúc xạ 65cm, nay là Bảo tàng Lịch sử Đài quan sát

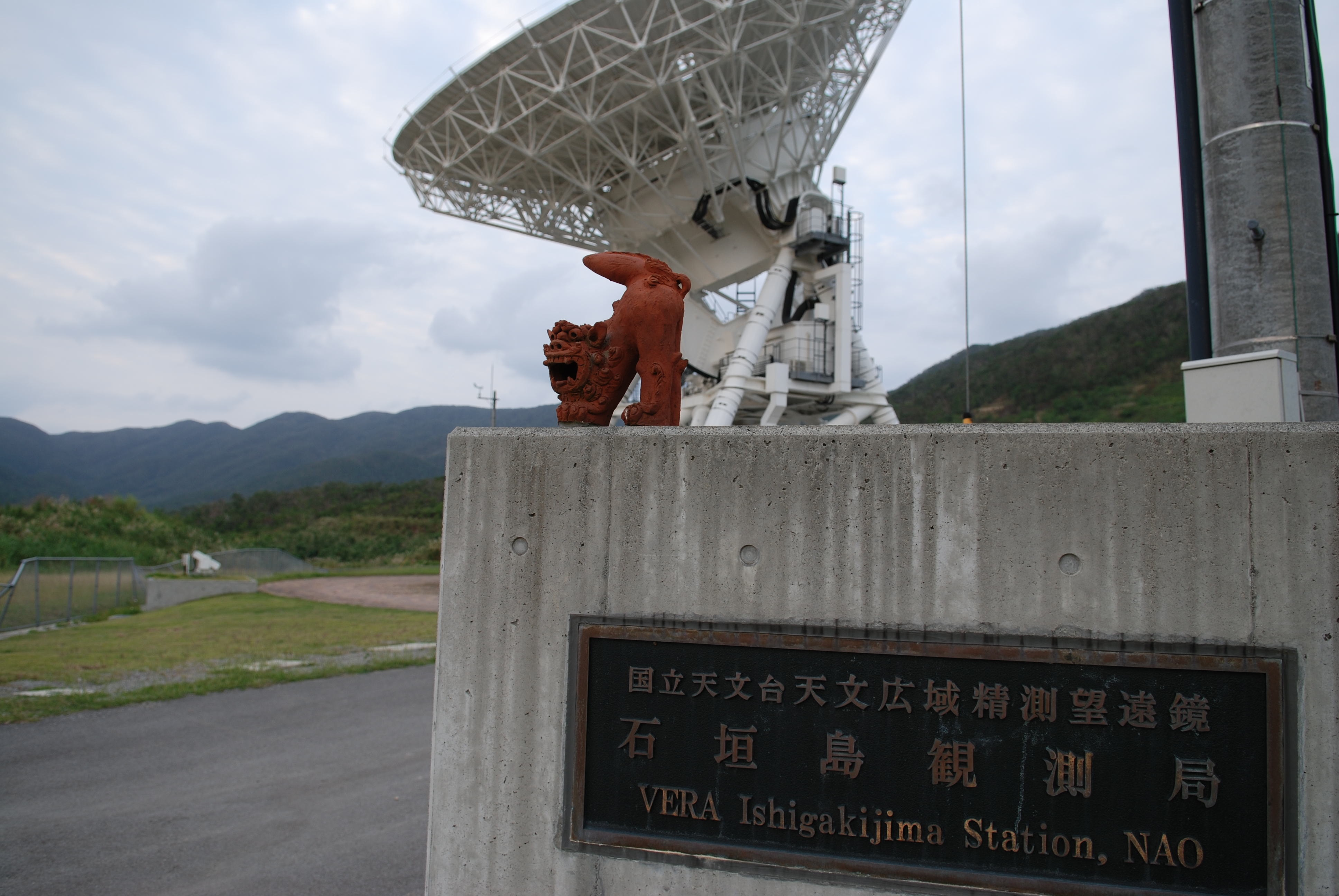
Đài VERA Ishigakijima

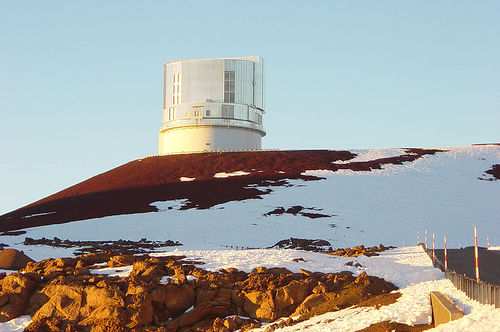
Kính viễn vọng Subaru

Khuôn viên Mitaka (Mitaka, Tokyo. 35°40′31″B 139°32′17″Đ / 35,6752172°B 139,5380831°Đ)
Trụ sở chính, Trung tâm Dữ liệu Thiên văn, Trung tâm Công nghệ Tiên tiến, Trung tâm Quan hệ Công chúng
Kính viễn vọng Vết lóa Mặt Trời, Kính viễn vọng Vết đen Mặt Trời, Máy dò sóng hấp dẫn TAMA 300
Vòng tròn Kinh tuyến Quang điện Tokyo
Dụng cụ lịch sử: Kính thiên văn Tháp Mặt Trời, vòm khúc xạ 65 cm, vòm khúc xạ 20 cm
Đài quan sát Vô tuyến Nobeyama (Minamimaki, Nagano, 35°56′28″B 138°28′13″Đ / 35,9410112°B 138,4702528°Đ)
Kính viễn vọng Vô tuyến Milimét 45m, Máy đo phân cực Vô tuyến Nobeyama
Dụng cụ ngừng hoạt động: Mảng Milimét Nobeyama, Máy quang báo Vô tuyến Nobeyama
Đài quan sát Mizusawa VLBI (Ōshū, Iwate. 39°08′06″B 141°08′00″Đ / 39,1350952°B 141,1332035°Đ)
Đài VERA Mizusawa (kính viễn vọng vô tuyến 20m), kính viễn vọng vô tuyến VLBI 10m
Công trình lịch sử: Bảo tàng Dr. Kimura
Đài VERA Ogasawara (Ogasawara. 27°05′30″B 142°13′0″Đ / 27,09167°B 142,21667°Đ)
Kính viễn vọng vô tuyến 20m
Đài VERA Iriki (Iriki. 31°44′52″B 130°26′24″Đ / 31,7478213°B 130,4399443°Đ)
Kính viễn vọng vô tuyến 20m
Đài VERA Ishigakijima (Ishigakijima.  24°24′43,83″B 124°10′15,58″Đ / 24,4°B 124,16667°Đ)
Kính viễn vọng vô tuyến 20m
KAGRA (Hida, Gifu. 36°24′42,84″B 137°18′20,88″Đ / 36,4°B 137,3°Đ)
Kính viễn vọng sóng hấp dẫn KAGRA
Đài quan sát Ishigakijima (Ishigakijima)
Kính viễn vọng Murikabushi
Đài quan sát Hawaii (Hawaii)
Kính viễn vọng Subaru 8m (Mauna Kea). 19°49′33″B 155°28′35″T / 19,825814°B 155,476455°T)
Cơ sở Hilo (Hilo, Hawaii. 19°42′10″B 155°05′25″T / 19,70289°B 155,0902498°T)
Đài quan sát Chile (Hoang mạc Atacama, Chile)
Atacama Large Millimeter/submillimeter Array
Atacama Submillimeter Telescope Experiment (ASTE)
Cơ sở ngừng hoạt động
Đài quan sát Mặt Trời Norikura (Núi Norikura, Nagano, 36°07′01″B 137°33′09″Đ / 36,116925°B 137,552528°Đ)
Trước đây thuộc NAOJ và ngừng hoạt động vào năm 2010. Công trình được tái sử dụng cho mục đích nghiên cứu, bao gồm cả những công việc phi thiên văn cho Viện Khoa học Tự nhiên Quốc gia Nhật Bản.
Đài quan sát Vật lý thiên văn Okayama (Núi Chikurinji ở Asakuchi, Okayama. 34°34′34″B 133°35′39″Đ / 34,5760726°B 133,5941148°Đ)
Cơ sở vẫn thuộc về NAOJ, nhưng kính viễn vọng 188cm của nó hiện được vận hành bởi Viện Công nghệ Tokyo.
Kính viễn vọng ngừng hoạt động: kính viễn vọng 91cm, kính viễn vọng mặt trời Coude-Type 65cm

## NINS
Vào năm 2004, NAOJ liên kết với bốn viện quốc gia khác, bao gồm Viện Sinh học Cơ bản Quốc gia, Viện Khoa học Nhiệt hạch Quốc gia Nhật Bản, Viện Khoa học Sinh lý Quốc gia Nhật Bản và Viện Khoa học Phân tử Nhật Bản - thành lập Viện Khoa học Tự nhiên Quốc gia Nhật Bản (NINS) để thúc đẩy sự hợp tác giữa các nhà nghiên cứu của năm viện cấu thành.

## Dự án có sự tham gia của NAOJ
- ALMA, ASTE
- SELENE
- VSOP, VSOP-2
- Hinode (Solar-B)
- SPICA (vệ tinh)
- JASMINE
- Hubble Origins Probe